# Nodozana subandroconiata
Nodozana subandroconiata là một loài bướm đêm thuộc phân họ Arctiinae, họ Erebidae.